# کوین مامبو
کوین مامبو (انگلیسی: Kevin Mambo؛ زادهٔ ۲۹ ژوئن ۱۹۷۲) بازیگر، موسیقی‌دان اهل زیمبابوه است. وی از سال ۱۹۹۲ میلادی تاکنون مشغول فعالیت بوده‌است.
او در فیلم نینا بازی کرده است.